# Levenhookia preissii
Levenhookia preissii är en tvåhjärtbladig växtart som först beskrevs av Sonder, och fick sitt nu gällande namn av Ferdinand von Mueller. Levenhookia preissii ingår i släktet Levenhookia och familjen Stylidiaceae. Inga underarter finns listade i Catalogue of Life.